# Christian Lous Lange
Christian Lous Lange (ur. 17 września 1869 w Stavanger, zm. 11 grudnia 1938 w Oslo) – norweski filolog i polityk, laureat pokojowej Nagrody Nobla.
Od 1887 studiował historię oraz filologię angielską i francuską na Uniwersytecie w Oslo, studia ukończył w 1893, zdobywając tytuł Master of Arts. Przez kilka następnych lata wykładał w szkołach wyższych i prowadził badania nad internacjonalizmem. W 1919 opublikował pierwszy tom pracy Histoire de l'internationalisme (opisujący historię ruchu międzynarodowego przed pokojem westfalskim) i uzyskał stopień doktora.
W 1899 był członkiem komitetu organizacyjnego konferencji Unii Międzyparlamentarnej, która miała miejsce w Oslo. W latach 1909–1933 był sekretarzem generalnym tej organizacji. Również od 1899 był sekretarzem komisji noblowskiej Stortingu, która doprowadziła do powstania w 1904 Norweskiego Instytutu Noblowskiego przy Norweskim Komitecie Noblowskim.
Był jednym z założycieli Ligi Narodów i delegatem Norwegii od powstania Ligi w 1920 do 1937.
W 1921 otrzymał, wraz ze Szwedem Hjalmarem Brantingiem, pokojową Nagrodę Nobla.
Jego synowie Carl Viggo Manthey Lange oraz Halvard Lange byli posłami do norweskiego parlamentu.